# Stoffel Verlackt
Stoffel Verlackt (6 december 1974) is een Belgisch gitarist, drummer, percussionist, zanger, producer en componist die in het verleden al speelde bij Flowers for Breakfast en Sukilove en medeoprichter was van El Tattoo del Tigre. Als gastmuzikant speelde hij bij onder andere Chitlin' Fooks, Mira, Gabriel Rios, Laïs, Tom Pintens e.a.
Hij was de producer van albums van onder meer Assunta Mano, Hannelore Bedert, Bruno Vanden Broecke, Martine De Kok, Koen de Graeve en De Post en Pieter Embrechts and The New Radio Kings. Tevens werkt hij samen met Kapitein Winokio.
Stoffel Verlackt is ook actief in de theaterwereld. Hij richtte mee "de Kakkewieten" op die eerst actief waren als feest- en onzinband, en later als muzikaal theatergezelschap. Zij maakten tussen 2000 en 2011 4 voorstellingen voor Het Paleis, waar hij ook meewerkte aan en/of meespeelde in "Ans en Wilma", "Waar is het feest", "De Trilogie van Sam Vloemans", "Lodewijk de koningspinguin", "a Street Concert" e.a.
Stoffel is ook live geluidstechnieker. 

## Bands
- Flowers for Breakfast  (gitaar, vocals, keys)
- El Tattoo del Tigre (timbales, drums)
- Sukilove (drums, vocals)
- Metal Molly (gitaar, vocals)
- Stanton (gitaar, vocals)
- De Post (band van Koen De Graeve) (gitaar, percussie, vocals)
- Eddy et les Vedettes (gitaar, percussie, vocals)
- Kapitein Winokio (gitaar, vocals)
- Mira (drums, vocals)